# 九州改進党
九州改進党（きゅうしゅうかいしんとう）は、明治時代前期に九州地方の民権派が合同して作った地方政党（1882年3月12日-1885年5月10日）。「改進党」を称しているものの政治的には改進党ではなく自由党の系列である。
1882年2月9日、熊本県では相愛社を中心とした県内の民権派が合同して「公議政党」を結成、他の九州各地の民権派団体にも結集を呼び掛けた。これに応じた九州各県の民権派団体や個人が同年5月に結党大会を開いた。綱領には自由の伸暢・権利拡張・社会の改良・幸福の増進・立憲政体の確立などを掲げ、参加した団体は解散して改進党の地方部（支部）になることとした。これに対して、独自性を維持したい福岡県の玄洋社は離脱を表明したものの、それ以外の賛同を得て発足した。本部は長崎に設置し、毎年3月と9月に大会を開くこと、地方部から2名の本部常務委員と7名の議員を選出して党運営にあたることなどが定められた。
中央の自由党と連携しつつ九州地方を舞台に独自の民権運動進めてきたものの、政府の弾圧や自由党解党の影響を受けて3年余りで解散した。